# Tytthonyx pseudomexicanus
Tytthonyx pseudomexicanus es una especie de coleóptero de la familia Cantharidae.

## Distribución geográfica
Habita en Guatemala.